# 文虎 (三國)
文虎（？—291年？），是三國時魏國譙郡人，文欽之子，文鴦之弟。隨文欽興兵討司馬師，兵敗後與父投奔東吳。後文欽因故為諸葛誕所殺，與其兄文鴦復投魏。

## 生涯
魏正元二年（255年）跟隨父親文欽、兄文鴦參與毌丘儉起兵討司馬師。魏甘露二年（257年），又随父兄帮助諸葛誕起事讨司马昭。文欽因故為諸葛誕所殺，文虎與其兄文鴦復投魏，賜爵關內侯，並讓二人率領數百騎兵巡城，對城中守軍大喊：「文欽之子猶不見殺，其餘何懼！」城內因此士氣渙散，不久，壽春城便被攻陷。城破後，司馬昭讓他們殮葬文欽，並佩給二人車牛。
291年，其兄文鴦為司馬繇譖，遂夷三族，他也因此被殺。

## 参見
- 壽春三叛